# Hrabstwo Brown (Wisconsin)
Hrabstwo Brown (ang. Brown County) – hrabstwo w stanie Wisconsin w Stanach Zjednoczonych.
Obszar całkowity hrabstwa obejmuje powierzchnię 615,42 mil² (1593,93 km²). Według szacunków United States Census Bureau w roku 2009 miało 247 319 mieszkańców. Jego siedzibą administracyjną jest Green Bay.
Hrabstwo zostało utworzone z Michigan Territory w 1818. Nazwa pochodzi od nazwiska amerykańskiego oficera Jacoba Browna, dowódcy w czasie wojny brytyjsko-amerykańskiej. 
Na obszarze hrabstwa znajdują się rzeki Branch, East, Fox, Neshota i Suamico oraz 22 jeziora.

## Miasta
- De Pere
- Eaton
- Glenmore
- Green Bay
- Green Bay
- Holland
- Humboldt
- Lawrence
- Ledgeview
- Morrison
- New Denmark
- Pittsfield
- Rockland
- Scott
- Wrightstown

## CDP
- Dyckesville
- Greenleaf

## Wioski
- Allouez
- Ashwaubenon
- Bellevue
- Denmark
- Hobart
- Howard
- Suamico